# طقس قاس
الطقس القاسي أو الطقس الشديد (بالإنجليزية: Severe weather)‏، يُشير إلى أي ظواهر جوية خطيرة تنطوي على إمكانية إحداث أضرار أو اضطراب اجتماعي خطير أو خسارة في الأرواح البشرية. تختلف أنواع الظواهر الجوية القاسية، اعتماداً على خطوط العرض، والطول، والطوبوغرافيا، والظروف الجوية.
الرياح العاتية والبرد والهطول المفرط وحرائق الغابات هي أشكال وآثار الطقس القاسي، وكذلك العواصف الرعدية، والعواصف الرملية، والأعاصير المائية، والأحواض المائية، والأعاصير المدارية. وتشمل الظواهر المناخية القاسية الإقليمية والموسمية العواصف الثلجية والعواصف الجليدية والعواصف الترابية.
يعرف علماء الأرصاد الجوية بشكل عام الطقس القاسي مثل أي جانب من جوانب الطقس الذي يشكل مخاطر على الحياة أو الملكية أو يتطلب تدخل السلطات. تعريف أضيق للطقس القاسي هو أي ظواهر الطقس المتعلقة بالعواصف الرعدية الشديدة.
ووفقاً للمنظمة العالمية للأرصاد الجوية، يمكن تصنيف الطقس القاسي إلى مجموعتين: الأحوال الجوية القاسية العامة والطقس القاسي الموضعي.